# Singa lucina eburnea
Singa lucina eburnea is een spinnenondersoort in de taxonomische indeling van de wielwebspinnen (Araneidae).
Het dier behoort tot het geslacht Singa. De wetenschappelijke naam van de soort werd voor het eerst geldig gepubliceerd in 1929 door Eugène Simon.